# نحام الأنديز (جنس)
نحام الأنديز (الاسم العلمي: Phoenicoparrus) هو جنس من الطيور يتبع الفصيلة النحامية. أول من وضع هذا الجنس هو شارل لوسيان بونابرت عام 1856، وهي تحتوي على نوعين.  
| الصورة | الاسم الشائع | الاسم العلمي           | التوزيع                                         |
| ------ | ------------ | ---------------------- | ----------------------------------------------- |
|        | نحام الأنديز | Phoenicoparrus andinus | من جنوب بيرو إلى شمال غرب الأرجنتين وشمال تشيلي |
|        | نحام جيمس    | Phoenicoparrus jamesi  | بيرو وتشيلي وبوليفيا والأرجنتين                 |